# Fredrik Møller
Fredrik Møller (* 27. Oktober 2000) ist ein norwegischer Skirennfahrer. Er fährt vor allem in den Disziplinen Riesenslalom und Super-G.

## Biografie
Als 16-Jähriger nahm Møller ab Dezember 2016 an FIS-Rennen und nationalen Meisterschaften teil, wobei er zunächst alle Disziplinen bestritt. Nennenswerte Erfolge ließen jedoch längere Zeit auf sich warten. Der erste Sieg in einem FIS-Rennen gelang ihm im März 2019. Sein Debüt im Europacup gab er im Februar 2020. Knapp ein Jahr später, im Januar 2021, wurde er norwegischer Juniorenmeister im Super-G. In der Saison 2021/22 konnte er sich im Europacup etablieren und begann regelmäßig in die Punkteränge zu fahren. Ende April 2022 gewann er den norwegischen Super-G-Meistertitel, wobei er Atle Lie McGrath und Lucas Braathen auf die weiteren Podestplätze verwies. Nach einem etwas verhaltenen Saisonbeginn gewann Møller am 7. Februar 2023 beim Riesenslalom von Folgaria erstmals ein Europacuprennen; diesen Erfolg bestätigte er einen Monat später mit einem weiteren Sieg im Riesenslalom von Narvik.
Aufgrund dieser Erfolge erhielt Møller zu Beginn der Saison 2023/24 die Gelegenheit, im Weltcup zu starten. Sein erstes Weltcuprennen bestritt er am 9. Dezember 2023 in Val-d’Isère, wo er im Riesenslalom den 24. Platz belegte und somit auf Anhieb Weltcuppunkte holte. Sechs Tage später folgten die ersten Super-G-Weltcuppunkte mit Platz 21 in Gröden.
Am 7. Dezember 2024 belegte Møller beim Super-G von Beaver Creek den vierten Platz, seine mit Abstand beste Platzierung im Weltcup bis zu diesem Zeitpunkt. Auf den drittplatzierten Lukas Feurstein fehlten ihm am Ende nur 13 Hundertstelsekunden. Zwei Wochen später gewann er am 29. Dezember mit dem Super-G von Bormio sein erstes Weltcuprennen.

## Erfolge

### Weltmeisterschaften
- Saalbach-Hinterglemm 2025: 5. Super-G, 15. Abfahrt

### Weltcup
- 2 Platzierungen unter den besten 5, davon 1 Sieg:

| Datum             | Ort    | Land    | Disziplin |
| ----------------- | ------ | ------- | --------- |
| 29. Dezember 2024 | Bormio | Italien | Super-G   |

### Weltcupwertungen
| Saison  | Gesamt | Gesamt | Abfahrt | Abfahrt | Super-G | Super-G | Riesenslalom | Riesenslalom |
| Saison  | Platz  | Punkte | Platz   | Punkte  | Platz   | Punkte  | Platz        | Punkte       |
| ------- | ------ | ------ | ------- | ------- | ------- | ------- | ------------ | ------------ |
| 2023/24 | 109.   | 25     | 55.     | 1       | 49.     | 10      | 42.          | 14           |
| 2024/25 | 26.    | 298    | 37.     | 28      | 5.      | 270     | -            | -            |

### Europacup
- Saison 2022/23: 8. Gesamtwertung, 5. Riesenslalomwertung
- 3 Podestplätze, davon 2 Siege:

| Datum           | Ort      | Land     | Disziplin    |
| --------------- | -------- | -------- | ------------ |
| 7. Februar 2023 | Folgaria | Italien  | Riesenslalom |
| 13. März 2023   | Narvik   | Norwegen | Riesenslalom |

### Weitere Erfolge
- 1 norwegische Meistertitel: Super-G 2022
- 9 Siege in FIS-Rennen